# Nicole Plas
Nicole Plas (1965) is een Belgische televisieproducent actief bij Endemol, Endemol Shine Group en sinds 2018 in haar eigen productiebedrijf DOK1 Media.
Voor Endemol produceerde ze Vlaamse edities van onder meer Wie wordt Euromiljonair?, Big Brother en The Voice van Vlaanderen. Bij de start van DOK1 Media verwierf ze van de rechten op de programmacataloog van Talpa. Hiermee kon ze programma's als The Voice van Vlaanderen, The Voice Kids, The Voice Senior, The Voice Belgique, De wereld rond met 80-jarigen, The Voice Kids Belgique, Blijven slapen, een Vlaamse editie van Het Jachtseizoen of Het perfecte plaatje voor de Belgische markt produceren.

## Privé
Plas is gehuwd met Walter Grootaers en heeft drie kinderen.  Ze wonen in Lier.